# Sinagoga din Jibou
Sinagoga din Jibou a fost un lăcaș de cult din orașul Jibou.